# Podnoszenie ciężarów na Letnich Igrzyskach Olimpijskich 2004 – waga średnia mężczyzn
Rywalizacja w wadze do 77 kg mężczyzn w podnoszeniu ciężarów na Letnich Igrzyskach Olimpijskich 2004 odbyła się 19 sierpnia Hali Olimpijskiej Nikea. W rywalizacji wystartowało 25 zawodników z 22 krajów. Tytułu sprzed czterech lat nie obronił Chińczyk Zhan Xugang, który spalił wszystkie próby w rwaniu. Nowym mistrzem olimpijskim został Turek Taner Sağır, srebrny medal wywalczył Siergiej Filimonow z Kazachstanu, a trzecie miejsce zajął kolejny reprezentant Turcji - Reyhan Arabacıoğlu.
Pierwotnie trzecie miejsce zajął Rosjanin Oleg Pieriepieczonow, jednak po przebadaniu próbek krwi i wykryciu w jego organizmie zabronionych środków w 2013 roku został on zdyskwalifikowany.

## Wyniki
| Pozycja | Zawodnik                | Reprezentacja     | Grupa | Waga  | Rwanie | Rwanie | Rwanie | Podrzut | Podrzut | Podrzut | Wynik |
| Pozycja | Zawodnik                | Reprezentacja     | Grupa | Waga  | 1      | 2      | 3      | 1       | 2       | 3       | Wynik |
| ------- | ----------------------- | ----------------- | ----- | ----- | ------ | ------ | ------ | ------- | ------- | ------- | ----- |
| 1. !    | Taner Sağır             | Turcja            | A     | 76,10 | 165,0  | 170,0  | 172,5  | 200,0   | 202,5   | —       | 375,0 |
| 2. !    | Siergiej Filimonow      | Kazachstan        | A     | 76,65 | 165,0  | 170,0  | 172,5  | 195,0   | 200,0   | 205,0   | 372,5 |
| 3. !    | Reyhan Arabacıoğlu      | Turcja            | A     | 76,04 | 165,0  | 165,0  | 167,5  | 195,0   | 200,0   | 200,0   | 360,0 |
| 4       | Wiktor Mitru            | Grecja            | A     | 76,11 | 160,0  | 165,0  | 165,0  | 195,0   | 200,0   | 205,0   | 360,0 |
| 5       | Mohammad Hosejn Barkhah | Iran              | A     | 76,39 | 157,5  | 160,0  | 160,0  | 197,5   | 205,0   | 205,0   | 357,5 |
| 6       | Attila Feri             | Węgry             | A     | 76,10 | 155,0  | 160,0  | 162,5  | 200,0   | 205,0   | —       | 355,0 |
| 7       | Iwan Stoicow            | Bułgaria          | A     | 76,26 | 155,0  | 155,0  | 160,0  | 200,0   | 200,0   | 202,5   | 355,0 |
| 8       | Nader Sufyan Abbas      | Katar             | A     | 76,47 | 155,0  | 160,0  | 162,5  | 195,0   | 200,0   | 202,5   | 355,0 |
| 9       | Kim Kwang-hun           | Korea Południowa  | A     | 76,00 | 155,0  | 160,0  | 160,0  | 195,0   | 210,0   | 210,0   | 350,0 |
| 10      | Sebastian Dogariu       | Rumunia           | B     | 76,96 | 152,5  | 155,0  | 157,5  | 182,5   | 187,5   | 190,0   | 345,0 |
| 11      | Octavio Mejías          | Wenezuela         | B     | 76,46 | 147,5  | 152,5  | 155,0  | 185,0   | 185,0   | 187,5   | 342,5 |
| 12      | Theoharis Trasha        | Albania           | B     | 76,95 | 155,0  | 160,0  | 162,5  | 177,5   | 182,5   | 182,5   | 342,5 |
| 13      | Ingo Steinhöfel         | Niemcy            | B     | 76,43 | 150,0  | 152,5  | 152,5  | 185,0   | 185,0   | 190,0   | 335,0 |
| 14      | Rudolf Lukáč            | Słowacja          | B     | 76,53 | 147,5  | 152,5  | 152,5  | 187,5   | 195,0   | 195,0   | 335,0 |
| 15      | Mohamed Eshtiwi         | Libia             | B     | 76,83 | 145,0  | 152,5  | 155,0  | 175,0   | 180,0   | —       | 335,0 |
| 16      | Mohamed El-Tantawy      | Egipt             | B     | 76,12 | 140,0  | 145,0  | 147,5  | 177,5   | 182,5   | 185,0   | 327,5 |
| 17      | Carlos Andica           | Kolumbia          | B     | 76,57 | 142,5  | 142,5  | 147,5  | 172,5   | 177,5   | 180,0   | 322,5 |
| 18      | Chad Vaughn             | Stany Zjednoczone | B     | 76,90 | 145,0  | 150,0  | 150,0  | 175,0   | 180,0   | 180,0   | 320,0 |
| 19      | René Hoch               | Niemcy            | B     | 76,41 | 135,0  | 140,0  | 142,5  | 165,0   | 170,0   | 170,0   | 312,5 |
| 20      | Uati Maposua            | Samoa             | B     | 76,76 | 120,0  | 120,0  | 125,0  | 147,5   | 155,0   | 160,0   | 280,0 |
| —       | Geworg Aleksanjan       | Armenia           | A     | 76,92 | 157,5  | 162,5  | 162,5  | 190,0   | 190,0   | 190,0   | —     |
| —       | Krzysztof Szramiak      | Polska            | B     | 76,93 | 152,5  | 157,5  | 160,0  | 182,5   | 182,5   | 185,0   | —     |
| —       | Zhan Xugang             | Chiny             | A     | 76,31 | 157,5  | 157,5  | 157,5  | —       | —       | —       | —     |
| —       | Vasile Hegheduş         | Rumunia           | B     | 76,99 | 150,0  | 150,0  | 150,0  | —       | —       | —       | —     |
| —       | Oleg Pieriepieczonow    | Rosja             | A     | 76,67 | 165,0  | 167,5  | 170,0  | 195,0   | 200,0   | 205,0   | DSQ   |